# El comissari i la nena
El comissari i la nena (originalment en alemany, Der Kommissar und das Kind) és un telefilm alemany del 2017 dirigit per Andreas Senn i se centra en el segrest d'una nena de dos anys. Per a l'actor principal Roeland Wiesnekker, és la primera pel·lícula criminal en el paper de l'investigador berlinès Martin Brühl. La pel·lícula es va estrenar el 20 de novembre de 2017 a ZDF. El 7 de desembre de 2020 el relat va continuar amb la pel·lícula Der Kommissar und die Wut. La versió doblada al català es va estrenar el 24 de setembre de 2022 a TV3.